# 秦咢生
秦咢生（1900年—1990年），字古循，号路亭，男，汉族，广东惠州人，中国书法家、篆刻家，曾任中国书法家协会理事。